# Dimos Kato Nevrokopi
Dimos Kato Nevrokopi (Kato Nevrokopi) är en kommun i Grekland.   Den ligger i prefekturen Nomós Drámas och regionen Östra Makedonien och Thrakien, i den nordöstra delen av landet, 400 km norr om huvudstaden Aten. Antalet invånare är 7 289. Arean är 874 kvadratkilometer.
Terrängen i Dimos Kato Nevrokopi är bergig åt sydväst, men åt nordost är den kuperad.